# Nashville (serial telewizyjny)
Nashville (2012–) – musicalowy serial obyczajowy produkcji amerykańskiej stworzony przez Callie Khouri. Wyprodukowany przez ABC Studios, Gaylord Entertainment i Lionsgate Television.
Światowa premiera serialu miała miejsce 10 października 2012 roku na antenie ABC.  Stacja zamówiła pełny sezon Nashville 22 odcinków 1 sezonu.
10 maja 2013 ABC przedłużyło serial o drugi sezon.
13 maja 2016 roku, stacja ABC ogłosiła zakończenie produkcji serialu po 4 sezonie.

 Po anulowaniu serialu przez stację ABC, CMT zamówiła 5 sezon.
17 listopada 2017 roku, stacja CMT zamówiła 6 sezon, który będzie finałowym.

## Opis fabuły
Serial opowiada o Raynie James (Connie Britton), czterdziestoletniej legendarnej gwiazdy muzyki country, która zostaje zmuszona do zmierzenia się z rzeczywistością, kiedy pojawia się jej rywalka, piękna blondynka Juliette Barnes (Hayden Panettiere) 

## Obsada
- Connie Britton jako Rayna James
- Hayden Panettiere jako Juliette Barnes
- Powers Boothe jako Lamar Hampton
- Charles Esten jako Deacon
- Eric Close jako Teddy Conrad
- Clare Bowen jako Scarlett O'Connor
- Jonathan Jackson jako Avery Barkley
- Sam Palladio jako Gunnar Scott
- Robert Wisdom jako Coleman Caldwell

### Drugoplanowe role
- Christina Aguilera jako Jade St. John
- Judith Hoag jako Tandy Hampton, siostra Ryana
- Kimberly Williams-Paisley jako Peggy Samper
- Sylvia Jefferies jako Jolene Barnes
- Burgess Jenkins jako Randy Roberts
- JD Souther jako Watty White
- Ed Amatrudo jako Glenn Goodman
- Tilky Montgomery Jones jako Sean Butler,mąż Juliette
- Sylvia Jefferies jako Jolene Barnes, mama Juliette'y
- Rya Kihlstedt jako Marilyn Rhodes
- Michiel Huisman jako Liam McGuinnis
- Wyclef Jean jako Dominic King
- Chloe Bennet jako Hailey
- Burgess Jenkins jako Randy Roberts
- Afton Williamson jako Makena
- Lennon Stella jako Maddie Conrad
- Maisy Stella jako Daphne Conrad
- Todd Truley jako Marshall Evans
- J. Karen Thomas jako Audrey Carlisle

## Muzyka
Muzyk T Bone Burnett, mąż producentki Callie Khouri, odpowiadał za produkcję wykonawczą soundtracku do pierwszego sezonu serialu. Na rzecz ścieżki dźwiękowej samodzielnie komponował też utwory. W 2015 wokalistka Christina Aguilera napisała i nagrała dwie piosenki, które wykorzystano następnie w serialu: "The Real Thing" oraz "Shotgun". Oba utwory wydano jako single promujące udział artystki w Nashville.

## Odcinki
| Sezon | Sezon | Odcinki | Oryginalna emisja    | Oryginalna emisja |
| Sezon | Sezon | Odcinki | Premiera sezonu      | Finał sezonu      |
| ----- | ----- | ------- | -------------------- | ----------------- |
|       | 1     | 21      | 10 października 2012 | 22 maja 2013      |
|       | 2     | 22      | 25 września 2013     | 14 maja 2014      |
|       | 3     | 22      | 24 września 2014     | 13 maja 2015      |
|       | 4     | 22      | 23 września 2015     | 25 maja 2016      |
|       | 5     | 22      | 5 stycznia 2017      | 10 sierpnia 2017  |
|       | 6     | 16      | 4 stycznia 2018      | 26 lipca 2018     |